# ائوگونیوش کویافسکی
ائوگونیوش کویافسکی (لهستانی: Eugeniusz Kujawski؛ زادهٔ ۱۶ دسامبر ۱۹۳۶) بازیگر اهل لهستان است.
از فیلم‌ها یا مجموعه‌های تلویزیونی که وی در آن‌ها نقش داشته‌است، می‌توان به پزشکان، اجاره‌نشین‌ها، قماری بالاتر از زندگی، خوبال، عملیات هیملر و لهستانِ بازسازی‌شده اشاره نمود.